# Volcano (Hawaii)
 For alternative betydninger, se Volcano. (Se også artikler, som begynder med Volcano)
Volcano er en by på den østlige del af øen Hawaii. Byen havde i 2010 2.575 indbyggere. 
Volcano er er beliigende ved grænsen til Hawaii Volcanoes nationalpark, hvori vulkanerne Kilauea og Mauna Loa er beliggende.
19°26′59″N 155°14′08″V / 19.4497°N 155.2356°V